# Justin Gatlin
Justin Alexander Gatlin (New York, 10 februari 1982) is een Amerikaanse atleet, die gespecialiseerd is in de sprint. Hij werd olympisch en meervoudig wereldkampioen, maar zat van 2006 tot 2010 een vier jaar durende schorsing uit als gevolg van een positieve dopingcontrole.

## Carrière

### Start atletiekloopbaan
Toen Gatlin zich na de middelbare school in de herfst van 2000 als student aanmeldde bij de University of Tennessee in Knoxville, was hij een goede hordeloper. Tijdens zijn middelbareschooltijd was hij echter al gerekruteerd door de coaches Vince Anderson en Bill Webb, die vooral zijn aanleg voor de sprint opmerkten en hem omvormden tot sprinter. In de twee jaar dat Gatlin vervolgens onder Vince Anderson trainde, veroverde hij zes achtereenvolgende NCAA-titels. In het najaar van 2002, na twee jaar student te zijn geweest, verliet Gatlin de universiteit en werd professioneel atleet.

### Olympisch kampioen
Dat leidde enkele jaren later tot zijn eerste grote succes: in 2004 werd Gatlin olympisch kampioen op de 100 m in een tijd van 9,85 s, waarbij hij onder meer Francis Obikwelu uit Portugal en zijn landgenoot Maurice Greene versloeg. Hij won ook de bronzen medaille op de 200 m en de zilveren als lid van de 4 x 100 m ploeg van de Verenigde Staten. Een jaar later werd hij wereldkampioen op de 100 en 200 m.

### Wereldrecord
Op 12 mei 2006 leek Gatlin het wereldrecord met een honderdste seconde te hebben verbeterd tot een fabuleuze tijd van 9,76. Zijn race liep hij in de Super Grand Prix in Doha, de hoofdstad van Qatar. Vijf dagen later, op 17 mei, kwam de wedstrijdleiding met het voor Gatlin trieste bericht, dat zijn tijd verkeerd was afgerond. Gatlin liep 9,766. Dit werd nu 9,77. Het resulteerde 'slechts' in een evenaring van het in 2005 gelopen record van Asafa Powell.

### Doping
Op 29 juli 2006 werd bekend dat Gatlin in april, bij een wedstrijd in Lawrence, Kansas, op dopinggebruik was betrapt. Hij had een te hoge testosteron-waarde. In 2001 werd hij als junior al eens betrapt op het gebruik van amfetamines en geschorst. Daarom werd er rekening mee gehouden dat hij voor het leven geschorst zou worden. Gatlin gaf toe dat de dopingtest positief was uitgevallen, maar ontkende zelf elke vorm van schuld. 'Ik kan deze resultaten niet verklaren, omdat ik nooit bewust een verboden middel heb gebruikt, of iemand toestemming heb gegeven om mij zo’n middel toe te dienen.' Hij werd slechts voor acht jaar geschorst, omdat hij beloofde mee te zullen werken aan de anti-dopinginspanningen van de USADA en vanwege de twijfel die rond zijn vorige overtreding hing. Zijn evenaring van het wereldrecord, gelopen op 12 mei 2006 in Doha, werd uit de recordboeken geschrapt.
Op 1 januari 2008 berichtte de Washington Post, dat de schorsing van Justin Gatlin was teruggebracht van acht naar vier jaar na een hoger beroep. Een driekoppige commissie liet weten niet minder dan vier jaar straf te kunnen geven, omdat Gatlin tijdens zijn schooltijd ook al eens positief testte. Gatlin vocht de lengte van de straf aan en hoopte zo alsnog deel te kunnen nemen aan de Spelen van Peking. Het arbitragehof voor de sport CAS hield vast aan de schorsing van vier jaar, die in 2010 afliep.
In december 2017 werd Gatlin genoemd in een dopingschandaal rond zijn trainer Dennis Mitchell en zijn voormalig manager Robert Wagner. Twee journalisten van The Telegraph deden zich tijdens een trainingskamp van Amerikaanse atleten in juli 2017 voor als filmmakers die de juiste voorbereiding zochten voor een acteur die een atleet zou spelen. Mitchell zou bereid zijn geweest om verboden middelen te leveren en volgens Wagner zou Gatlin nog steeds aan de dopingmiddelen zitten. De sprinter gaf na het artikel gelijk aan Mitchell ontslagen te hebben als coach.

### Vervolg carrière
Na zijn dopingschorsing nam Gatlin in 2012 weer deel aan de Olympische Spelen in Londen. Op de 100 m haalde hij, achter de ongenaakbare Jamaicanen Usain Bolt en Yohan Blake, een bronzen medaille in 9,79, een PR (nadat het WR-resultaat uit 2006 was geschrapt).
Op de wereldkampioenschappen in Moskou behaalde Gatlin een jaar later twee zilveren medailles. In een tijd van 9,85 moest hij op de 100 m de duimen leggen voor Usain Bolt. Samen met Charles Simon, Mike Rodgers en Rakieem Salaam liep Gatlin ook naar de tweede plaats in de finale van de 4 x 100 m estafette.
In 2015 was Gatlin gedurende de aanloop naar de WK in Peking op alle wedstrijden die hij liep ongenaakbaar geweest, terwijl Usain Bolt nauwelijks in actie was gekomen. Hiermee had de Amerikaan zich in een favorietenrol geplaatst voor de wereldtitel. Toen het in het Vogelnest, de plek waar Bolt in 2008 naar zijn allereerste olympische goud was gesneld, echter aankwam op een directe confrontatie met Usain Bolt, leverde dat Gatlin in de finale, evenals twee jaar ervoor, in een tijd van 9,80 niet meer dan zilver op. En dat terwijl hij in de halve finale 9,77 had gelopen, terwijl Bolt in 9,96 zijn halve finale ternauwernood had gewonnen. Dit moest zijn moment worden, zijn ingetogen euforie wees anders uit.
De Olympische Spelen in Rio betekenden een nieuwe kans voor Gatlin om Bolt nu wel te verslaan. Gatlin had op de 100 m de beste tijd van de wereld gelopen dat jaar met 9,80. In de finale was het echter weer Bolt, die zijn derde olympische 100 m titel op rij pakte. Gatlin pakte het zilver in 9,89. Bij de 200 m liep het al stroef in de series, waar hij 20,42 achter zijn naam zette. In de halve finale moest hij toegeven aan Alonso Edward, liep de laatste meters niet meer op volle snelheid door, en werd op het laatste moment voorbijgelopen door Churandy Martina. Zijn tijd bleek ook niet snel genoeg om zich te kwalificeren voor de finale. Dit was de eerste keer dat Gatlin een 200 m finale miste op een groot toernooi.

### Een tweede keer wereldkampioen op de 100 m
Op 35-jarige leeftijd werd Gatlin voor een tweede keer wereldkampioen op de 100 m, twaalf jaar na zijn eerder behaalde titel, in 9,92. Tijdens de WK van 2017 in Londen was hij in de finale sneller dan zijn landgenoot Christian Coleman en de afscheidnemende Usain Bolt. Op de 4 x 100 m estafette werd het zilver achter het Britse kwartet. Het Jamaicaanse team haalde de finish niet, doordat laatste loper Usain Bolt zich in de allerlaatste race van zijn loopbaan blesseerde.

## Titels
- Olympisch kampioen 100 m - 2004
- Wereldkampioen 100 m - 2005, 2017
- Wereldkampioen 200 m - 2005
- Wereldkampioen 4 x 100 m - 2019
- Wereldindoorkampioen 60 m - 2003, 2012
- Amerikaans kampioen 100 m - 2005, 2006, 2012, 2016
- Amerikaans kampioen 200 m - 2005, 2015, 2016
- Amerikaans indoorkampioen 60 m - 2003
- NCAA-kampioen 100 m - 2001
- NCAA-kampioen 200 m - 2001, 2002
- NCAA-indoorkampioen 60 m - 2002
- NCAA-indoorkampioen 200 m - 2001, 2002
- NCAA-indoorkampioen 4 x 100 m - 2001

## Persoonlijke records

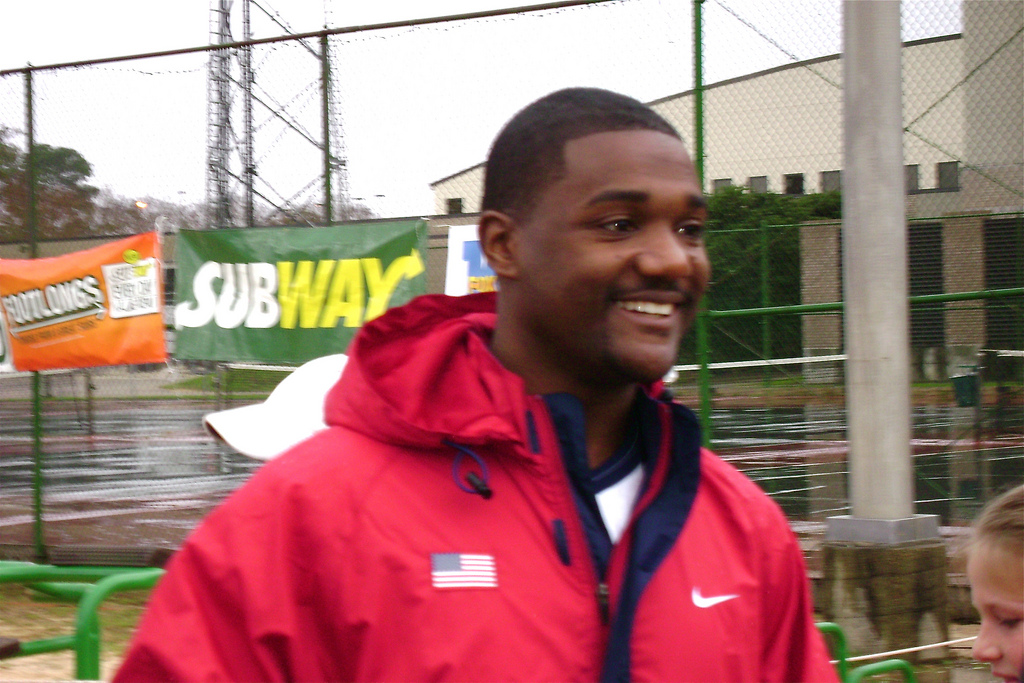
Gatlin in 2009

Outdoor
| Onderdeel    | Prestatie          | Datum        | Plaats   |
| ------------ | ------------------ | ------------ | -------- |
| 100 m        | 9,74 s (+0,9 m/s)  | 15 mei 2015  | Doha     |
| 200 m        | 19,68 s (-0,5 m/s) | 19 juli 2014 | Monaco   |
| 110 m horden | 13,78 s            | 12 mei 2001  | Columbia |

Indoor
| Onderdeel   | Prestatie | Datum            | Plaats       |
| ----------- | --------- | ---------------- | ------------ |
| 50 m        | 5,71 s    | 28 januari 2012  | New York     |
| 60 m        | 6,45 s    | 1 maart 2003     | Boston       |
| 200 m       | 20,42 s   | 24 februari 2002 | Fayetteville |
| 60 m horden | 7,86 s    | 3 februari 2001  | South Bend   |

## Palmares

### 60 m
- 2003:  WK indoor – 6,46 s
- 2003:  Amerikaanse indoorkamp. – 6,45 s
- 2012:  WK indoor – 6,46 s

### 100 m
- 2003: 4e Wereldatletiekfinale - 10,12 s
- 2004:  OS – 9,85 s
- 2005:  Amerikaanse kamp. – 10,08 s
- 2005:  WK – 9,88 s
- 2011: 4e in ½ fin. WK - 10,23 s
- 2012:  Amerikaanse kamp. - 9,80 s
- 2012:  OS – 9,79 s
- 2013:  WK – 9,85 s
- 2014:  Flame Games te Amsterdam – 10,00 s
- 2015:  WK – 9,80 s (in ½ fin. 9,77 s)
- 2016:  Amerikaanse kamp. - 9,80 s
- 2016:  OS – 9,89 s
- 2017:  WK – 9,92 s
- 2019:  WK – 9,89 s

### 200 m
- 2004:  OS – 20,03 s
- 2005:  Amerikaanse kamp. – 20,04 s
- 2005:  WK – 20,04 s
- 2015:  Amerikaanse kamp. - 19,57 s
- 2015:  WK – 19,74 s
- 2016:  Amerikaanse kamp. - 19,75 s
- 2016: 3e in ½ fin. OS - 20,13 s

### 4 x 100 m
- 2004:  OS – 38,08 s (in serie 38,02 s)
- 2012:  OS – 37,04 s
- 2013:  WK – 37,66 s
- 2015: DSQ WK
- 2015:  IAAF World Relays - 37,38 s
- 2016: DSQ OS (alleen finale gelopen)
- 2017:  WK - 37,52 s
- 2017:  IAAF World Relays - 38,43 s
- 2019:  IAAF World Relays - 38,73 s
- 2019:  WK - 37,10 s

### Golden en Diamond League-podiumplekken
100 m
- 2003:  Golden Gala – 10,09 s
- 2003:  Weltklasse Zürich – 9,97 s
- 2003:  Memorial Van Damme – 10,09 s
- 2004:  Weltklasse Zürich – 10,06 s
- 2005:  Golden Gala – 9,96 s
- 2005:  Weltklasse Zürich – 10,14 s
- 2005:  Memorial Van Damme – 9,99 s
- 2012:  Qatar Athletic Super Grand Prix – 9,87 s
- 2012:  Prefontaine Classic – 9,90 s
- 2012:  Meeting Areva – 10,03 s
- 2013:  Qatar Athletic Super Grand Prix – 9,97 s
- 2013:  Prefontaine Classic – 9,88 s
- 2013:  Golden Gala – 9,94 s
- 2013:  Herculis – 9,94 s
- 2013:  Weltklasse Zürich – 9,96 s
- 2013:  Eindzege Diamond League
- 2014:  Shanghai Golden Grand Prix – 9,92 s
- 2014:  Prefontaine Classic – 9,76 s (+2,7 m/s)
- 2014:  Golden Gala – 9,91 s
- 2014:  Athletissima – 9,80 s
- 2014:  Memorial Van Damme – 9,77 s
- 2015:  Qatar Athletic Super Grand Prix – 9,74 s
- 2016:  Shanghai Golden Grand Prix – 9,94 s
- 2016:  Prefontaine Classic – 9,88 s
- 2017:  Athletissima – 9,96 s
- 2019:  Prefontaine Classic – 9,87 s
- 2019:  Herculis – 9,91 s

200 m
- 2003:  Memorial Van Damme – 20,04 s
- 2013:  Shanghai Golden Grand Prix – 20,21 s
- 2014:  Herculis – 19,68 s
- 2014:  Memorial Van Damme – 19,71 s

## Onderscheidingen
- Jesse Owens Award - 2004, 2005

1896: Thomas Burke ·
1900: Francis Jarvis ·
1904: Archie Hahn ·
1908: Reggie Walker ·
1912: Ralph Craig ·
1920: Charley Paddock ·
1924: Harold Abrahams ·
1928: Percy Williams ·
1932: Eddie Tolan ·
1936: Jesse Owens ·
1948: Harrison Dillard ·
1952: Lindy Remigino ·
1956: Bobby Morrow ·
1960: Armin Hary ·
1964: Bob Hayes ·
1968: Jim Hines ·
1972: Valeri Borzov ·
1976: Hasely Crawford ·
1980: Allan Wells ·
1984: Carl Lewis ·
1988: Carl Lewis ·
1992: Linford Christie ·
1996: Donovan Bailey ·
2000: Maurice Green ·
2004: Justin Gatlin ·
2008: Usain Bolt ·
2012: Usain Bolt ·
2016: Usain Bolt ·
2020: Marcell Jacobs ·
2024: Noah Lyles
1983 Carl Lewis ·
1987 Carl Lewis ·
1991 Carl Lewis ·
1993 Linford Christie ·
1995 Donovan Bailey ·
1997 Maurice Greene ·
1999 Maurice Greene ·
2001 Maurice Greene ·
2003 Kim Collins ·
2005 Justin Gatlin ·
2007 Tyson Gay ·
2009 Usain Bolt ·
2011 Yohan Blake ·
2013 Usain Bolt ·
2015 Usain Bolt ·
2017 Justin Gatlin ·
2019 Christian Coleman · 
2022 Fred Kerley · 
2023 Noah Lyles
1983 Calvin Smith ·
1987 Calvin Smith ·
1991 Michael Johnson ·
1993 Frankie Fredericks ·
1995 Michael Johnson ·
1997 Ato Boldon ·
1999 Maurice Greene ·
2001 Konstantinos Kenteris ·
2003 John Capel ·
2005 Justin Gatlin ·
2007 Tyson Gay ·
2009 Usain Bolt ·
2011 Usain Bolt ·
2013 Usain Bolt ·
2015 Usain Bolt ·
2017 Ramil Goelijev ·
2019 Noah Lyles ·
2022 Noah Lyles ·
2023 Noah Lyles
1983 King, Gault, Smith, Lewis ·
1987 McRae, McNeill, Glance, Lewis ·
1991 Cason, Burrell, Mitchell, Lewis ·
1993 Drummond, Cason, Mitchell, Burrell ·
1995 Esmie, Gilbert, Surin, Bailey ·
1997 Esmie, Gilbert, Surin, Bailey ·
1999 Drummond, Montgomery, Lewis, Greene ·
2001 Nagel, du Plessis, Newton, Quinn ·
2003 Capel, Williams, Patton, Johnson ·
2005 Doucouré, Pognon, De Lépine, Dovy ·
2007 Patton, Spearmon, Gay, Dixon ·
2009 Mullings, Frater, Bolt, Powell ·
2011 Carter, Frater, Blake, Bolt ·
2013 Carter, Bailey-Cole, Ashmeade, Bolt ·
2015 Carter, Powell, Ashmeade, Bolt ·
2017 Ujah, Gemili, Talbot, Mitchell-Blake ·
2019 Coleman, Gatlin, Rodgers, Lyles ·
2022 Brown, Blake, Rodney, De Grasse ·
2023 Coleman, Kerley, Carnes, Lyles
- World Athletics: 14238562
- Nationale Bibliotheek van Polen: a0000003149049
- Virtual International Authority File: 533151778248718130001